# درویچین
درویچین (به لاتین: Drohiczyn) یک شهر و گمینا در لهستان است که در گمینا دروخیچن واقع شده‌است. درویچین ۱۵٫۶۸ کیلومتر مربع مساحت و ۲٬۰۸۶ نفر جمعیت دارد.